# نوفل وطاح
نوفل وطاح (بالفرنسية: Newfel Ouatah) (مواليد 8 نوفمبر 1985) هو ملاكم جزائري، مثّل بلاده في الألعاب الأولمبية الصيفية 2008.

## روابط خارجية
نيوفل أواتاه على موقع بوكس ريك (الإنجليزية) (registration required)
- نيوفل أواتاه على موقع أوليمبيديا (الإنجليزية)